# Communauté de communes du plateau des petites roches
 (février 2014).
Si vous disposez d'ouvrages ou d'articles de référence ou si vous connaissez des sites web de qualité traitant du thème abordé ici, merci de compléter l'article en donnant les références utiles à sa vérifiabilité et en les liant à la section « Notes et références ».
La Communauté de communes du Plateau des Petites Roches (appelée Comcom ou encore CCPPR) était une communauté de communes française, située dans le département de l'Isère et la région Rhône-Alpes.
Depuis le 1er janvier 2009 elle a rejoint la Communauté de communes du Pays du Grésivaudan.

## Composition
La CCPPR regroupait trois communes : 
- Saint-Bernard-du-Touvet
- Saint-Hilaire-du-Touvet
- Saint-Pancrasse

## Historique
La CCPPR a été créée en 1993.